# Tonghua
|  | Tonghua er også et amt i Jilin. |
Tonghua (kinesisk skrift: 通化; pinyin: Tōnghuà; Wade-Giles: T'ūng-huà) er et bypræfektur i provinsen Jilin i det nordlige Kina. Præfekturet har et areal på 	15,698 km² og en befolkning på 2.270.000 mennesker (2007).
Tonhua var hovedstad i den tidligere provins Antung.

## Administrative enheder
Bypræfekturet Tonghua har jurisdiktion over 2 distrikter (区 qū), 2 byamter (市 shì) og 3 amter (县 xiàn).
| Kort              | #          | Navn     | Hanzi         | Pinyin  | Befolkning (2003 est.) | Areal (km²) | Indb./km² |
| ----------------- | ---------- | -------- | ------------- | ------- | ---------------------- | ----------- | --------- |
| Kort over Tonghua |            |          |               |         |                        |             |           |
| Distrikter        |            |          |               |         |                        |             |           |
| 1                 | Dongchang  | 东昌区   | Dōngchāng Qū  | 320.000 | 383                    | 836         |           |
| 2                 | Erdaojiang | 二道江区 | Èrdàojiāng Qū | 140.000 | 378                    | 370         |           |
| Byamter           |            |          |               |         |                        |             |           |
| 3                 | Meihekou   | 梅河口市 | Méihékǒu Shì  | 610.000 | 2.175                  | 280         |           |
| 4                 | Ji'an      | 集安市   | Jí'ān Shì     | 230.000 | 3.408                  | 67          |           |
| Amter             |            |          |               |         |                        |             |           |
| 5                 | Tonghua    | 通化县   | Tōnghuà Xiàn  | 240.000 | 3.729                  | 64          |           |
| 6                 | Huinan     | 辉南县   | Huīnán Xiàn   | 350.000 | 2.277                  | 154         |           |
| 7                 | Liuhe      | 柳河县   | Liǔhé Xiàn    | 360.000 | 3 348                  | 108         |           |

## Trafik
Kinas rigsvej 201 fører gennem området. Den begynder i Hegang i provinsen Heilongjiang og fører via blandt andet Mudanjiang og Dandong mod syd til Liaodonghalvøen til Lüshunkou/Dalian.
Kinas rigsvej 303 fører gennem området. Den løber fra Ji'an i Jilin til Xilinhot i Indre Mongoliet.
41°43′N 125°56′Ø / 41.717°N 125.933°Ø